# جیم بت
جیم بت (انگلیسی: Jim Bett؛ زادهٔ ۲۵ نوامبر ۱۹۵۹) بازیکن فوتبال اهل اسکاتلند بود.
از باشگاه‌هایی که در آن بازی کرده‌است می‌توان به باشگاه فوتبال هارت آف میدلوتیان، باشگاه فوتبال رنجرز، باشگاه فوتبال لوکرن اوست والاندرن، باشگاه فوتبال آبردین، و باشگاه فوتبال داندی یونایتد اشاره کرد.
وی همچنین در تیم‌های ملی فوتبال زیر ۲۱ سال اسکاتلند و اسکاتلند بازی کرده‌است.